# Mike Bryan
Michael "Mike" Carl Bryan, född 28 april 1978 i Camarillo, Kalifornien, är en amerikansk före detta tennisspelare.
Mike Bryan spelade huvudsakligen dubbel på ATP-touren med sin tvillingbror Bob Bryan. De två var mycket framgångsrika och nådde positionen som världens bästa dubbelpar under 2003. Sedan dess låg de två konstant bland de fem främsta på världsrankingen. Som bäst var bröderna rankade som nummer ett.